# Diploglossus pleii
Diploglossus pleii — вид веретільницеподібних ящірок родини Diploglossidae. Ендемік Пуерто-Рико.

## Поширення і екологія
Diploglossus pleii широко поширені на острові Пуерто-Рико. Вонии живуть в тропічних лісах та на узліссях, серед опалого листя, на висоті від 50 до 670 м над рівнем моря. Відкладають яйця.